# Cerrophidion godmani
Cerrophidion godmani е вид змия от семейство Отровници (Viperidae). Видът не е застрашен от изчезване.

## Разпространение и местообитание
Разпространен е в Гватемала и Мексико.
Обитава гористи местности, ливади и плата.

## Описание
Продължителността им на живот е около 15,8 години.